# Nguyễn Sỹ
Nguyễn Sỹ là một chính khách người Việt Nam. Ông từng là Phó Bí thư Tỉnh ủy, Chủ tịch Hội đồng nhân dân tỉnh Bắc Ninh.

## Sự nghiệp
Ngày 14 tháng 4 năm 2011, HĐND tỉnh Bắc Ninh khóa XVI đã bầu ông Nguyễn Sỹ, Phó Bí thư thường trực Tỉnh ủy, giữ chức Chủ tịch HĐND tỉnh nhiệm kỳ 2004-2011.